# Phúc La
Phúc La là một phường thuộc quận Hà Đông, thành phố Hà Nội, Việt Nam.

## Địa lý
Địa giới hành chính phường Phúc La:
- Phía đông giáp huyện Thanh Trì
- Phía tây giáp các phường Nguyễn Trãi và Hà Cầu
- Phía nam giáp phường Kiến Hưng
- Phía bắc giáp phường Văn Quán.

Phường Phúc La có diện tích 1,39 km², dân số năm 1999 là 6.243 người, mật độ dân số đạt 4.491 người/km².

## Lịch sử
Địa bàn phường Phúc La xưa là hai làng Yên Phúc và Xa La thuộc tổng Thanh Oai Thượng, huyện Thanh Oai, phủ Ứng Thiên, trấn Sơn Nam Thượng.
Sau năm 1945, hai làng Yên Phúc và Xa La được sáp nhập vào thị xã Hà Đông, trở thành hai thôn ngoại thị của thị xã.
Năm 1965, hai thôn Yên Phúc, Xa La hợp nhất với 2 thôn Văn Quán, Mỗ Lao (Mộ Lao) để thành lập xã Văn Yên thuộc thị xã Hà Đông.
Ngày 23 tháng 6 năm 1994, Chính phủ ban hành Nghị định 52-CP. Theo đó, giải thể xã Văn Yên để thành lập hai phường Văn Mỗ và Phúc La.
Phường Phúc La gồm có hai thôn Xa La, Yên Phúc của xã Văn Yên cũ và các phố Nguyễn Chánh, Tô Hiến Thành, Nguyễn Công Trứ của phường Yết Kiêu với 139,03 ha diện tích tự nhiên và 4.977 người.
Năm 2006, phường Phúc La thuộc thành phố Hà Đông mới thành lập và từ năm 2009 thì trực thuộc quận Hà Đông cho đến nay.